# Midcourse Space Experiment
Il Midcourse Space Experiment (MSX) è stato un satellite sperimentale della Ballistic Missile Defense Organization sviluppato per l'osservazione dallo spazio di sorgenti luminose nell'infrarosso. MSX ha permesso di validificare la tecnologia spaziale necessaria per identificare e tracciare missili balistici durante la loro fase intermedia di volo.

## Missione
Il Midcourse Space Experiment prosegue quarant'anni di attività di sorveglianza condotta dal Dipartimento della Difesa degli Stati Uniti. Sviluppato per conto della Ballistic Missile Defense Organization, aveva lo scopo di caratterizzare lo sfondo nell'infrarosso su cui si sarebbe potuto muovere un missile balistico nemico prima che raggiungesse un obiettivo su suolo statunitense o dei suoi alleati.
A tale scopo, la missione prevedeva una campagna di osservazioni nell'infrarosso che si sarebbe dovuta protrarre per un anno, seguita da una seconda nel visibile e nell'ultravioletto; quest'ultima, in particolare, dedicata allo studio dell'atmosfera terrestre. Infine, il telescopio sarebbe entrato a far parte della rete di sorveglianza spaziale (Space Surveillance Network) degli Stati Uniti.

## Caratteristiche tecniche

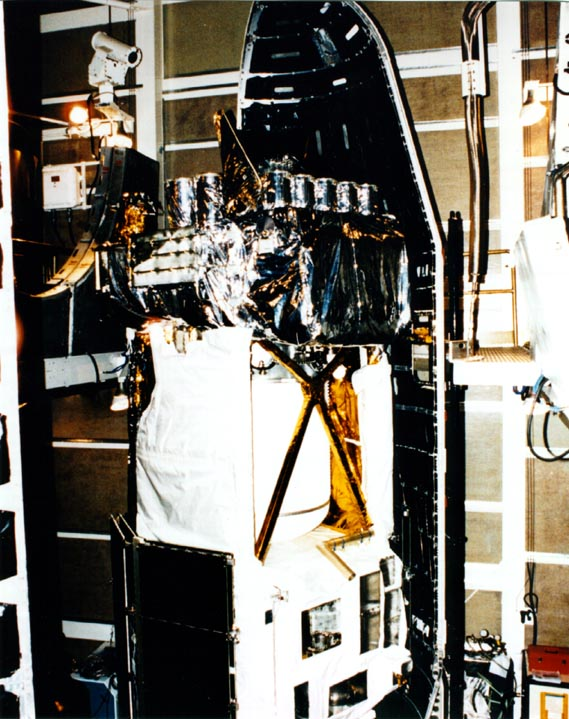
Nell'immagine sono distinguibili le tre sezioni in cui si divideva il satellite.

Il corpo della sonda aveva forma di un prisma lungo 5 m a base quadrata, di 1,5 m di lato. Si divideva in tre sezioni: la sezione degli strumenti, una intermedia di collegamento e quella contenente l'elettronica. Pesava complessivamente 2700 kg.
La sezione degli strumenti ospitava 11 sensori ottici, in grado di coprire le lunghezze d'onda comprese tra 110 nm e 28 μm dello spettro elettromagnetico. Essi erano allineati in modo da avere tutti in vista lo stesso bersaglio. In questa sezione era inoltre presente un'antenna ricevente, allineata agli strumenti.
La sezione intermedia, lunga 2 m e costruita come una travatura a capriate, conteneva un vaso di Dewar che manteneva l'idrogeno utilizzato come refrigerante a circa 8,5 K. In tal modo, inoltre, la sezione degli strumenti veniva ad essere separata dalla più calda sezione dell'elettronica di bordo.
Infine, una terza sezione conteneva l'elettronica e gli altri elementi necessari per il funzionamento della sonda, quali le batterie al nichel idrogeno, un'antenna orientabile operante in banda X, le ruote di reazione per il controllo d'assetto, etc. A tale sezione si collegavano i due pannelli fotovoltaici di ~11,15 m² complessivamente, che fornivano un massimo di 2500 W di potenza.

## Strumenti scientifici

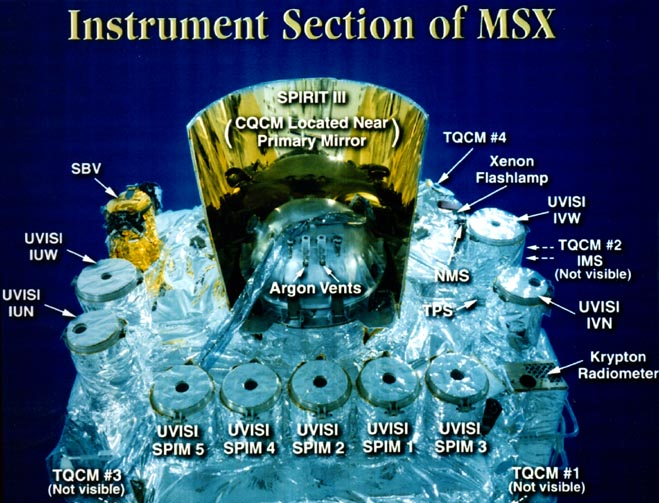
La sezione degli strumenti.

### SPIRIT III
Lo "Spatial Infrared Imaging Telescope" (SPIRIT III) era lo strumento principale del satellite, sviluppato per condurre osservazioni nell'infrarosso. Si componeva di un telescopio; un radiometro multispettrale, operante tra 4,2 µm e 26 µm, con elevata risoluzione spaziale; e uno spettrometro a trasformata di Fourier operante tra 2,5 µm e 28 µm. Il dispositivo era raffreddato a circa 8,5 K utilizzando quale refrigerante dell'idrogeno ghiacciato.
Attraverso lo strumento si intendeva caratterizzare l'atmosfera terrestre e le stelle per distinguere successivamente da esse opportuni bersagli lanciati quali test ed individuare così possibili lanci di missili balistici nemici.
Lo strumento pesava 967 kg e richiedeva una potenza di 334 W. Era stato sviluppato dallo Space Dynamics Laboratory dell'Università statale dello Utah. Program Manager ne era Harry Ames.

### UVISI
Con "Ultraviolet and Visible Imagers and Spectrographic Imagers" (UVISI) si indicano una serie di strumenti per l'osservazione operanti nell'ultravioletto, vicino e lontano, nel visibile e nel vicino infrarosso disposti attorno al telescopio SPIRIT III.
Loro scopo era raccogliere dati sul missile oggetto d'osservazione nella fase di lancio, in quella subito seguente, nella fase di volo intermedia ed infine in quella di rientro. A tale scopo era anche utile conoscere e studiare le proprietà dello sfondo (l'atmosfera terrestre) su cui si sarebbe mosso il bersaglio.
UVISI si componeva di 4 fotocamere e 5 spettrografi, più l'elettronica necessaria al suo funzionamento. Era stato sviluppato dall'Applied Physics Laboratory della Johns Hopkins University. Jack Heiss ne è stato Project Manager.
Da questo strumento è stata ricavata la fotocamera multispettrale (Multi-Spectral Imager, MSI) volata a bordo della missione della NASA Near Earth Asteroid Rendezvous.

### Space Based Visible
Lo "Space Based Visible surveillance telescope" (SBV) era un telescopio di 15 cm di diametro operante nel visibile.

## Panoramica di missione

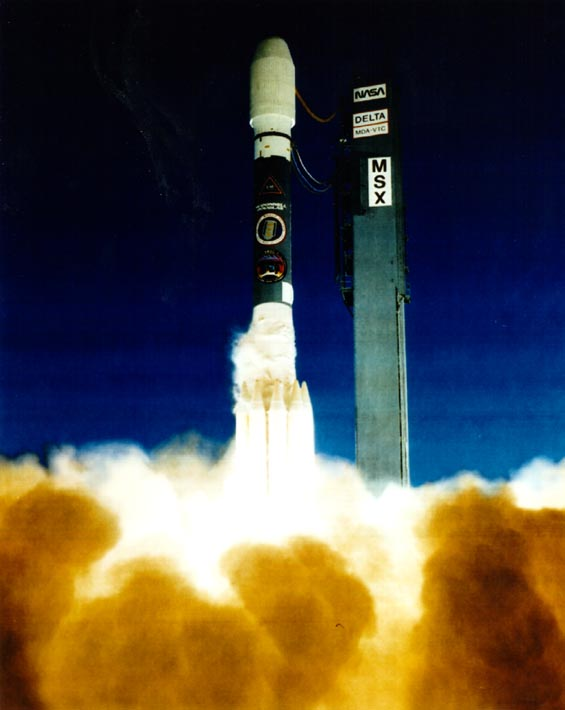
Un'immagine del lancio del Midcourse Space Experiment.

### Lancio
L'MSX è stato lanciato il 24 aprile 1996 a bordo di un razzo Delta II dalla base aeronautica di Vandenberg, in California e posto in un'orbita eliosincrona a 898 km di quota e un'inclinazione di 99,16°.

### Operazioni
La vita operativa del satellite fu divise in tre fasi.
La prima fase, che va dal lancio al 22 febbraio 1997, è stata utilizzata per condurre osservazioni scientifiche nell'infrarosso attraverso il telescopio infrarosso SPIRIT III. In tale periodo è stata condotta una campagna di osservazioni (survey) del piano galattico (un'area entro 5° di latitudine galattica), con uno strumento più sensibile rispetto a quello presente a bordo della missione precedente - IRAS; sono state coperte quelle aree che non erano state osservate da IRAS, corrispondenti a circa il 4% del cielo; sono state osservate specifiche aree di particolare interesse, identificate come particolarmente luminose durante l'analoga campagna di osservazioni condotta da IRAS.
La seconda fase si è svolta nei sei mesi seguenti all'esaurimento del materiale criogenico ed è stata dedicata ad osservazioni nel visibile e nell'ultravioletto con lo strumento UVISI. Infine, dall'ottobre del 1997 il satellite è entrato nella terza fase in cui, concluse le osservazioni di carattere scientifico, è entrato a far parte della rete di osservatori spaziali della Space Surveillance Network degli Stati Uniti, operando prevalentemente attraverso l'SBV.
Le operazioni del satellite sono state gestite dallo Space Department dell'Applied Physics Laboratory, della Johns Hopkins University e sono cessate nel luglio del 2008.